# Ричмонд (графство, Новая Шотландия)
Ричмонд — графство в канадской провинции Новая Шотландия. Графство является переписным районом и административной единицей провинции.

## География
Графство расположено в южной части острова Кейп-Бретон. Северная часть графства омывается водами солёного озера Бра-дОр, в то время как южная — Атлантическим океаном и проливом Кансо, отделяющим остров от материковой части провинции. На востоке графство граничить с графством Кейп-Бретон, а на западе — Инвернесс.
По территории графства проходит автодорога провинциального значения хайвей 104, а также ряд дорог, управляемых графством, основными из которых являются магистраль 4 и коллекторы 206, 247, 320 и 327.

## История
Графство Ричмонд было основано в 1835 году из южного округа графства Кейп-Бретон, границы графства были подтверждены в 1847 году. Графство было названо в честь генерал-губернатора Британской Северной Америки в 1818—1819 годах сэра Чарльза Леннокса, четвёртого герцога Ричмонда и Леннокса.

## Население
Для нужд статистической службы Канады графство разделено на одну индейскую резервацию и три неорганизованные области.
| Название       | Оригинальное название | Статус                   | Площадь | Население |
| -------------- | --------------------- | ------------------------ | ------- | --------- |
| Чапел-Айленд 5 | Chapel Island 5       | Индейская резервация     | 5,6     | 444       |
| Округ A        | Richmond, Subd. A     | Неорганизованная область | 465,06  | 4 072     |
| Округ B        | Richmond, Subd. B     | Неорганизованная область | 644,06  | 1 769     |
| Округ C        | Richmond, Subd. C     | Неорганизованная область | 129,52  | 3 455     |